# Babice (województwo opolskie)
Babice (cz. Babice, niem. Babitz) – wieś w Polsce, w województwie opolskim, w powiecie głubczyckim, w gminie Baborów.

## Historia
Miejscowość notowana w XIII wieku, należała do Joannitów z Grobnik (do sekularyzacji w 1810 roku). Pierwszy kościół w Babicach został wybudowany w 1582 roku.
Do głosowania podczas plebiscytu na Górnym Śląsku uprawnionych było w Babicach 671 osób, z czego 464, ok. 69,2%, stanowili mieszkańcy (w tym 463, ok. 69,0% całości, mieszkańcy urodzeni w miejscowości). Oddano 664 głosy (ok. 99,0% uprawnionych), w tym 664 (100%) ważne; za Niemcami głosowały 664 osoby (ok. 99,0%), a za Polską 0 osób (0,0%).
W latach 1954–1959 wieś należała i była siedzibą władz gromady Babice, po jej zniesieniu w gromadzie Grobniki, a po zniesieniu tejże, od 1962 r. w gromadzie Głubczyce. W latach 1975–1998 miejscowość należała administracyjnie do województwa opolskiego.

## Zabytki
Do rejestru zabytków Narodowego Instytutu Dziedzictwa wpisany jest:
- Kościół parafialny pw. św. Katarzyny Aleksandryjskiej, z lat 1681–1683, przebudowany w latach 1781–1792[4]. W kościele dominuje barokowy wystrój. Znajduje się w nim m.in. obraz patronki, namalowany przez Josepha Fahnrotha. 28 lutego 2002 roku umieszczono w murze, otaczającym budynek, tablicę upamiętniająca 58. rocznicę zbrodni w Hucie Pieniackiej; 28 lutego 2009 roku z okazji 65. rocznicy tego samego wydarzenia umieszczono drugą tablicę[7].